# Karbonado
Karbonado (czarny diament) – diament polikrystaliczny, występujący w osadach aluwialnych w Brazylii i Republice Środkowoafrykańskiej. Z wyglądu podobny jest do węgla drzewnego.
W odróżnieniu od innych diamentów polikrystalicznych, porowata powierzchnia karbonado wykazuje brak inkluzji, pochodzących z płaszcza ziemskiego. Do najczęstszych należą florencyt, ksenotym, ortoklaz, kwarc czy kaolin, czyli składniki pochodzące ze skorupy ziemskiej. Badania za pomocą TEM ujawniły obecność także metali i związków międzymetalicznych, takich jak Fe, Fe-Ni, Ni-Pt, Ti, Sn, Ag, Cu i SiC.
Karbonado wykazuje wysoką fotoluminescencję i elektronoluminescencję, indukowaną przez azot, co może świadczyć, że prawdopodobnie w okresie formowania istniały w nim radioaktywne inkluzje.
Według badań naukowców z Florida International University i Case Western Reserve University, którzy obserwowali karbonado w świetle podczerwonym, pochodzącym z promieniowania synchrotronowego, uzyskanego w Brookhaven National Laboratory, karbonado formowały się w bogatym w wodór środowisku międzygwiezdnym, poza Układem Słonecznym. Powstały prawdopodobnie w wyniku wybuchu gwiazdy supernowej a ich skład chemiczny zdradza podobieństwo do pyłu kosmicznego. Jednym z wytłumaczeń ich obecności na Ziemi jest uderzenie zawierającego je meteorytu (na co wskazuje chociażby fakt, że karbonado występują jedynie w dwóch izolowanych miejscach na Ziemi).